# Solu Music
Solu Music ist ein Musiklabel und Deep-House-Projekt aus New York bestehend aus Howie Caspe und Dano Nathanson.

## Karriere
Das Musikprojekt Solu Music wurde 2001 von Howie Caspe und Dano Nathanson gegründet, nachdem sich die beiden schon rund drei Jahre kannten. Bekannt ist das Duo insbesondere für ihre Single „Fade“, die ursprünglich 2001 als Untergrund-Veröffentlichung erschien. Als Vocalist verpflichteten sie die Sängerin KimBlee, die sie von einem früheren R&B-Projekt kannten. Den Song schrieben sie jedoch selber. 2006 wurde der Song mit Remixen von Grant Nelson und Bimbo Jones als Single neu veröffentlicht und hatte in mehreren europäischen Ländern Charterfolge. Sehr populär wurde vor allem der Remix von Bimbo Jones.
Ihre anderen Singles konnten nicht an diese Erfolge anknüpfen. Im Jahr 2004 erschien das Album Affirmation.

## Diskografie

### Alben
- 2004: Affirmation

### Singles und EPs
- 2001: Fade
- 2001: Afrika
- 2002: The Way I'll Feel (If You Touch)
- 2003: A Night at the Barracuda E.P.
- 2003: Love Come Around
- 2004: Can't Help Myself
- 2004: This Time
- 2005: It Ain't Love
- 2006: Let It Flow / Tenement